# Стинг (кечист)
Вижте пояснителната страница за други личности с името Стинг.
Стив Бордън (на английски: Steve Borden) е бивш американски професионален кечист, по-известен със сценичното си име Стинг.Получава известност с участията си в World Championship Wrestling през 90-те години на 20 век и TNA от 2006 до 2014 г. В кариерата си Стив Бордън е завоювал 25 пояса в различни федерации. През 2015 той започва вражда с Трите Хикса, която завършва на Кечмания XXXI.